# Lygodactylus fischeri
Espèce
Lygodactylus fischeri est une espèce de geckos de la famille des Gekkonidae.

## Répartition
Cette espèce se rencontre au Nigeria, au Cameroun, en Guinée équatoriale et au Gabon.
Sa présence est incertaine en Sierra Leone et au Congo-Brazzaville.

## Étymologie
Cette espèce est nommée en l'honneur de Johann Gustav Fischer.

## Publication originale
- Boulenger 1890 : First report on additions to the lizard collection in the British Museum (Natural History). Proceedings of the Zoological Society of London, vol. 1890, p. 77—86 (texte intégral).